# 칙찬집
칙찬집(勅選集)은 일본의 제왕의 명에 의해 편찬된 서적, 또는 제왕이 쓴 서적 중 특히 공식적인 것으로서 인정받고 있는 것을 가리킨다.